# El Veïnat de Fares
El Veïnat de Fares – miejscowość w Hiszpanii, w Katalonii, w prowincji Girona, w comarce Pla de l’Estany, w gminie Fontcoberta.
Według danych INE z 2006 roku miejscowość zamieszkiwało 17 osób.